# Lorenzaccio (film 1951)
Lorenzaccio è un film del 1951 diretto da Raffaello Pacini, interpretato da Giorgio Albertazzi.

## Trama
Lorenzo de' Medici desidera che Firenze, governata dal duca Alessandro, diventi Repubblica.

Lorenzo diventa prima servitore del duca, poi lo uccide.
Tuttavia il suo progetto fallisce: è infatti Cosimo a prendere il potere, con la complicità del cardinale Cybo.

A Lorenzo non resta che fuggire a Venezia, dove Cosimo manda dei sicari per ucciderlo.